# طالب نعمت‌پور
طالب نعمت‌پور (زادهٔ ۲۸ شهریور ۱۳۶۳) کشتی‌گیر سابق و مربی کشتی ایرانی است. نعمت‌پور برندهٔ مدال طلای مسابقات قهرمانی کشتی جهان (۲۰۱۳) و مدال طلای بازی‌های آسیایی (۲۰۱۰) است. او همچنین یک مدال طلا (۲۰۰۹)، یک نقره (۲۰۰۸) و یک برنز (۲۰۱۳) را از مسابقات قهرمانی کشتی آسیا کسب کرده است. 
او در سال ۲۰۱۴ پس از مثبت شدن تست دوپینگ‌اش برای دومین‌بار (استفاده از ماده ممنوعهٔ ترنبولون)، از سوی سازمان جهانی مبارزه با دوپینگ به طور مادام‌العمر از حضور در مسابقات ورزشی محروم شد. 

## مسابقات جایزه بزرگ حیدر علی اف ۲۰۱۰
در این وزن ۱۵ کشتی گیر حضور داشتند که به جز قهرمان و نایب قهرمان و نفر سوم سال ۲۰۰۹ جهان، دیگر مدعیان اصلی در صحنه حضور داشتند و نعمت پور در بدترین جای جدول با قرعه شماره ۱۳ در دور اول به مصاف زولتان فئودور از مجارستان نایب قهرمان المپیک پکن رفت و با وجودی که تایم دوم را (۱-۰) به این حریف باخت اما در تایم های دیگر (۲-۰) و (0-1) پیروز شد. او در دور دوم با داود عابدین زاده کشتی گرفت که به این حریف هم در تایم اول (1-0) باخت اما در تایم های بعدی (1-0) و (1-0) برنده شد. نعمت پور در دور سوم با الکسی میشین قهرمان اسبق جهان و المپیک پیکار کرد که این حریف را در ۲ تایم متوالی (1-0) و (۱-۰) برد و به فینال رسید که در این مرحله با وجودی که در تایم اول توسط شالوا گابادزه آذربایجانی بارانداز شد و (۲-۱) باخت اما در تایم های بعدی، ۲ بار گابادزه را بارانداز کرد و (1-0) و (1-0) برد و قهرمان شد،

## مسابقات کشتی فرنگی قهرمانی جهان ۲۰۱۳
طالب نعمت‌پور بعد از استراحت در دور نخست در دور دوم در کمتر از دو دقیقه با نتیجه ۸ بر صفر مقابل الکساندر برازون از ونزوئلا به پیروزی دست یافت. وی در دور سوم نیز با نتیجه ۷ بر صفر از سد جاوید حمزاتوف از بلاروس گذشت و به یک‌چهارم نهایی رسید. نعمت‌پور در این مرحله با نتیجه ۸ بر صفر از سد نورسلطان تورسینوف از قزاقستان گذشت و به نیمه‌نهایی رسید. وی برای حضور در فینال با نتیجه ۵ بر ۲ مقابل دامیان یانیکوفسکی دارنده مدال برنز المپیک لندن از لهستان به پیروزی رسید و فینالیست شد. وی در دیدار پایانی با نتیجه ۵ بر ۳ از سد سامان طهماسبی، کشتی‌گیر ایرانی‌الاصل آذربایجان گذشت و مدال طلا را بر گردن آویخت.